# Христианский университет Уганды
Христианский университет Уганды (англ. Uganda Christian University, UCU) — частный университет, основанный церковью, находящийся в ведении церкви Уганды. Это первый частный университет в Уганде, получивший хартию от правительства Уганды.

## Расположение
Главный кампус UCU, в котором обучается около 8000 студентов, находится в городе Муконо, примерно в 25 км (16 миль) по дороге, к востоку от столицы Уганды, Кампалы, на шоссе Кампала-Джинджа.
Университетский колледж епископа Бархема — это региональный колледж UCU, в котором обучается около 1500 студентов, расположенный в городе Кабале, примерно в 420 км (261 миль) по дороге, к юго-западу от Кампалы. Другие региональные кампусы включают кампус UCU в Мбале, и кампус UCU в Аруа. В 2019 году началось строительство постоянного пятого кампуса в Кампале, в районе Менго, вдоль улицы Мусаджа Алумбва.

## Основание
Христианский университет Уганды был основан в 1997 году Англиканской церковью Уганды на базе её ведущей теологической семинарии/колледжа — Теологического колледжа епископа Такера, который был основан в 1913 году и назван в честь епископа-первопроходца-миссионера Альфреда Роберта Такера.

## Ректор
Канцлером UCU является архиепископ Уганды, в настоящее время Стивен Казимба, с марта 2020 года. В приведённой ниже таблице указаны сроки пребывания в должности ректоров университета с момента его основания в 1997 году.
| № | Ректор                     | С    | По          | Прим.       |
| - | -------------------------- | ---- | ----------- | ----------- |
| 1 | Ливингстон Мпалани Нкойойо | 1997 | 2004        | [ 7 ]       |
| 2 | Генри Люк Оромби           | 2004 | 2012        | [ 7 ]       |
| 3 | Стэнли Нтагали             | 2012 | 2020        | [ 7 ] [ 8 ] |
| 4 | Стивен Казимба             | 2020 | действующий | [ 7 ]       |

## Вице-ректор
Первый вице-ректор Стивен Нолл был назначен в 2000 году. Он американский англиканский священник, теолог и миссионер. Он помог Университету получить правительственную хартию в 2004 году, первую в своём роде в Уганде. Срок полномочий Нолла на посту вице-ректора закончился в 2010 году.
Джон Сеньони, евангелист и математик, является вторым вице-ректором UCU. Он присоединился к Университету в качестве капеллана в 2001 году. Джон дослужился до заместителя вице-ректора по финансам и администрации. Позже он стал первым заместителем вице-ректора по развитию и внешним связям, что стало первой такой должностью в любом университете Уганды.
1 сентября 2020 года Аарон Мушенгиези, лингвист и бывший декан факультета языков, литературы и коммуникаций Университета Макерере, стал третьим вице-ректором Христианского университета Уганды.

## В наши дни
Хотя большинство преподавателей и студентов — угандийцы, Христианский университет Уганды привлёк студентов из других африканских стран Великих озёр, а также ряд иностранных сотрудников из Северной Америки, Европы, Австралии и Новой Зеландии. Эти международные связи частично являются историческими благодаря таким обществам, как Общество церковной миссии, а частично — новыми связями, сформированными между церквями Англиканского сообщества.

## Факультеты и кафедры
По состоянию на март 2020 года университет разделён на следующие школы, факультеты и отделения:
- Факультет права
- Медицинская школа UCU[14]
- Факультет социальных наук
- Факультет образования и искусств
- Факультет науки и технологий
- Факультет бизнеса и управления
- Школа богословия епископа Такера
- Факультет журналистики, СМИ и коммуникаций[15]

## Библиотечные услуги
У UCU есть две библиотеки в главном кампусе; это библиотека Хаму Мукаса, которая служит основной библиотекой, а также библиотека епископа Такера и филиалы библиотек во всех филиалах в кампусах Менго, Мбале и Кабале. В главном кампусе также есть архивная библиотека.

## Медицинская школа
В марте 2016 года газета Daily Monitor сообщила, что UCU и больница Менго ведут переговоры о создании в больнице медицинской школы UCU. Сроки не разглашаются.
26 февраля 2018 года Национальный совет Уганды по высшему образованию выдал университету письмо об аккредитации трёх новых медицинских курсов (а) бакалавр медицины и бакалавр хирургии, (б) бакалавр стоматологической хирургии и (в) бакалавр общественного здравоохранения. Три курса предлагаются в Медицинской школе Христианского университета Уганды, начиная с августа 2018 года.

## Известные выпускники

### Церковь
- Генри Люк Оромби[англ.], 7-й архиепископ церкви Уганды с 2004 по 2012 год[7].

### Политика
- Ньирабашици, Сара Матеке, государственный министр по гендерным вопросам, труду и социальному развитию.
- Рональд Кибуле[англ.], депутат парламента, государственный министр водного хозяйства с июня 2016 года.
- Эвелин Аните[англ.], депутат парламента, государственный министр по инвестициям и приватизации с июня 2016 года.
- Аленгот Оромайт[англ.], депутат парламента от округа Усук с 2012 по 2016 год[18].
- Даниэль Кидега[англ.], 4-й спикер Законодательного собрания Восточной Африки[англ.].

### Спорт
- Айван Луманыка[англ.], баскетболист[19]

### Другое
- Грейс Акалло[англ.], правозащитница[20]
- Джоэл Окуйо Атику[англ.], актёр и модель

## Известные преподаватели
- Стивен Нолл, первый вице-ректор, 2000-2010[21][22]
- Джон Нтамбирвеки[англ.], ранее читал лекции на юридическом факультете
- Джон Сеньони[англ.], капеллан университета, 2001–2003 годы. 2-й вице-ректор UCU с 2010 по 2020 год.
- Кейт Саттон[англ.], лектор в теологическом колледже епископа Такера, 1968–1973 годы.
- Моника Чибита[англ.], профессор и декан факультета журналистики, СМИ и коммуникаций Христианского университета Уганды[23][24].